# Водоохоронна зона (заказник)
Водоохоронна зона — ботанічний заказник місцевого значення. Об'єкт розташований на території Чернігівського району Запорізької області, північий бік села Кам'янка.
Площа — 3 га, статус отриманий 1980 року.
Статус надано з метою збереження місць зростання лікарських рослин. Охороняється цілинна водоохоронна зона річки Кайкулак, де зростає чебрець. У смузі відводу залізниці біля станції Стульневе зростають пижмо та деревій.